# Denis Maksymilian Kudla
Denis Maksymilian Kudla (Racibórz, 24 dicembre 1994) è un lottatore tedesco, vincitore della medaglia di bronzo nella categoria 85 kg (greco-romana) ai Giochi di Rio de Janeiro 2016.

## Palmarès
- Giochi olimpici

Rio de Janeiro 2016: bronzo negli 85 kg.
Tokyo 2020: bronzo negli 87 kg.
- Mondiali

Parigi 2017: argento negli 85 kg.
Nur-Sultan 2019: bronzo negli 87 kg.
- Europei

Riga 2016: bronzo negli 85 kg.
Kaspijsk 2018: bronzo negli 87 kg.
Bucarest 2019: bronzo negli 87 kg.
- Giochi mondiali militari

Wuhan 2019: bronzo negli 87 kg.